# Paolo Casciani
Paolo Casciani (Monsummano, 9 febbraio 1852 – 22 novembre 1923) è stato un politico italiano, deputato dal 1897 al 1919.

## Biografia
È nato a Monsummano, oggi in provincia di Pistoia, il 9 febbraio 1852. Laureato in Medicina e chirurgia è stato docente universitario e medico chirurgo. Massone, il 26 maggio 1903 fu affiliato Compagno nella Loggia Roma di Roma. Ha fatto parte della Camera dei deputati del Regno d'Italia dal 1897 al 1919. È morto a Monsummano 22 novembre 1923.

## Incarichi parlamentari
- Segretario della Commissione generale del bilancio e dei conti amministrativi dal 13 marzo 1902 al 18 ottobre 1904 (XXI Legislatura)
- Membro della Giunta generale del bilancio e dei conti amministrativi dal 7 dicembre 1904 all'8 febbraio 1909 (XXII Legislatura)
- Membro della Giunta generale dei bilanci e dei conti consuntivi dal 27 marzo 1909 al 29 settembre 1913 (XXIII Legislatura)
- Membro della Giunta generale del bilancio e dei conti consuntivi dal 29 novembre 1913 al 29 settembre 1919 (XXIV Legislatura)